# Хуан Коген
Хуан Коген (ісп. Juan Coghen, 9 липня 1959) — іспанський хокеїст на траві.
Срібний призер Олімпійських Ігор 1980 року.